# 金剛大戰巨蜥王
《金剛大戰巨蜥王》（英語：Ape vs. Monster）是一部2021年美國科幻怪獸片，由丹尼爾·盧斯科（Daniel Lusko）執導，喬治·麥可·菲利普斯（George Michael Phillips）編劇，瘋人院影業製作，艾力克·羅勃茲主演。講述一隻漂流於太空的黑猩猩墜入地球，太空艙容器中的液體造成地面的吉拉毒蜥變異，成為巨大怪物，雙方在人類社會引發大戰。依據瘋人院影業的傳統，《金剛大戰巨蜥王》是一部低預算、惡搞華納兄弟及傳奇影業電影《哥吉拉大戰金剛》之作，同於2021年4月30日發行。
2023年推出續集《金剛戰金鋼》（Ape vs. Mecha Ape）。

## 演員
- 艾力克·羅勃茲飾演伊森·馬可斯（Ethan Marcos），总统国家安全事务助理
- 亞麗安娜·史考特（Arianna Scott）飾演琳達·墨菲博士（Dr. Linda Murphy）
- 凱蒂·塞雷卡（Katie Sereika）飾演伊娃·克魯夏（Eva Kuleshov）
- 夏恩·哈蒂根（Shayne Hartigan）飾演實驗室技術瓊斯／布萊爾（Lab Tech Jones / Blair）
- 魯迪·班茲（Rudy Bentz）飾演諾亞·墨菲（Noah Murphy）
- 古格里·薩隆尼斯爵士（Sir Gregory Salonis）飾演聖彼得森／哈克（St. Peterson / Harker）
- R·J·華格納（R.J. Wagner）飾演德蘭尼將軍（General Delaney）

## 發行
《金剛大戰巨蜥王》2021年4月30日與《哥吉拉大戰金剛》同步推出，在美國以VOD發行，5月30日發售DVD。2021年4月28日發表預告片，但官方未直接釋出劇情簡介和演出陣容。

## 外部連結
- 互联网电影数据库（IMDb）上《金剛大戰巨蜥王》的资料（英文）